# Dom w Le Quinquis 3 (Plévin)
Dom w Le Quinquis 3 – wzniesiony w XV wieku. Od 1964 roku został wpisany do rejestru zabytków, posiada status w kategorii Patrimoine architectural (Mérimée).

## Lokalizacja
Dom zlokalizowany jest w Le Quinquis 3, w miejscowości Plévin, w departamencie Côtes-d’Armor, w regionie Bretania.

## Opis
Dom został wybudowany w XV lub XVI wieku.
Zbudowany jest z granitu, piaskowca i łupków ilastych. Budynek jest piętrowy, posiada dwuspadowy dach z otwartym szczytem. Głównym elementem pokrycia jest łupek. Dom jest piętrowy.
30 marca 2024 roku dom w dużej mierze został zniszczony w czasie pożaru.